# Géza Alföldy
Géza Alföldy (Budapest, 7 de junio de 1935-Atenas, 4 de noviembre de 2011) fue un historiador, romanista y epigrafista húngaro.

## Biografía
Estudió en la Facultad de Humanidades en la Universidad de Budapest donde se doctoró en 1959, emigró a la República Federal de Alemania, donde primero trabajó en el  Museo de Historia de Budapest como asistente. Tras esto, fue ayudante de cátedra en el Departamento de Historia Antigua del BTK de ELTE (1960-1964) y un año como profesor asistente (1964 a 1965). En este mismo año (1965), se trasladó a Alemania Occidental donde desarrolló gran parte de su vida académica. 
Desde su llegada en 1965 (a partir de este año realizó viajes a España, donde empezó a interesarse por Tarragona), trabajó en el Museo Estatal Renano de Bonn hasta el año 1968. Alföldy obtuvo una habilitación en la Universidad de Bonn en 1966, donde primeramente desarrolló su empeño como profesor universitario y, finalmente como profesor titular en 1970. Ese mismo año se convirtió en profesor  de Historia Antigua en la Universidad del Ruhr de Bochum. Tras esto, en 1975 fue nombrado profesor de Historia Antigua en la Universidad de Heidelberg hasta su jubilación en 2002. Mientras tanto, fue decano a su vez de BTK (en 1981-1983 y 1985)
Se convirtió en profesor emérito desde el 2002 hasta 2011, cuando falleció. 
Este historiador estaba implicado en el estudio del Imperio Romano, principalmente con la historia de la ideología, administración pública, la cultura y la religión, las inscripciones romanas y de la historia de determinadas regiones (por ejemplo, España (Tarragona), la región del Danubio, los Alpes, etc.). Dio una nueva base al estudio de la historia social romana y su monografía Römische Sozialgeschichte (1975) fue importante para la historia de la ciencia siendo traducida a nueve idiomas. Utilizó métodos electrónicos (siendo pionero) para la investigación y publicación de inscripciones romanas.
Escribió treinta libros y casi quinientos artículos científicos , dio conferencias en veintidós países; Publicó la mayoría de sus obras en alemán. Además de sus investigaciones sobre historia antigua, también examinó cuestiones de organización científica y teoría histórica.

## Monografías
- Población y sociedad de la provincia romana de Dalmacia. Academia Kiado, Budapest 1965.
- Los legados legionarios de los ejércitos romanos del Rin. Böhlau, Colonia y otros 1967.
- Las tropas auxiliares de la provincia romana de Germania inferior ( Estudios Epigráficos. Tomo 6). Rheinland-Verlag, Düsseldorf 1968.
- Fasti Hispanienses. Funcionarios imperiales senatoriales y oficiales en las provincias españolas del Imperio Romano desde Augusto hasta Diocleciano. Steiner, Wiesbaden 1969.
- Los nombres personales en la provincia romana de Dalmacia (contribuciones a la investigación de nombres. Heidelberg 1969.
- Flamines provinciae Hispaniae Citerioris (Anejos de Archivo Español de Arqueología. Volumen 6). Consejo Superior de Investigaciones Científicas, Madrid 1973.
- Nórico. Routledge y Kegan Paul, Londres/Boston 1974.
- Historia social romana (libros científicos de bolsillo sobre historia social y económica. Volumen 8). Steiner, Wiesbaden 1975.
- Los Baebii de Saguntum (Servicio de Investigación Prehistórica, Diputación Provincial de Valencia. Serie de Trabajos Varios. Volumen 56). Servicio de Investigación Prehistórica - Diputación Provincial de Valencia, Valencia 1977.
- El papel del individuo en la sociedad del Imperio Romano. Expectativas y estándares de valor (informes de reuniones de la Academia de Ciencias de Heidelberg. Clase de Filosófico-Histórico. Año 1980, Volumen 8). Heidelberg 1980.
- Sir Ronald Syme, “La revolución romana” y la historia antigua de Alemania (informes de reuniones de la Academia de Ciencias de Heidelberg. Clase de Historia Filosófica. Nacido en 1983, 1). Invierno, Heidelberg 1983.
- Estatuas romanas en Venetia et Histria. Fuentes epigráficas (tratados de la Academia de Ciencias de Heidelberg. Clase Filosófico-Histórica. Año 1984, sección 3). Heidelberg 1984.
- Ciudades romanas de la meseta neocastellana. Un caso de prueba para la romanización (tratados de la Academia de Ciencias de Heidelberg. Clase de Historia Filosófica. Año 1987, sección 3). Heidelberg 1987.
- Las inscripciones arquitectónicas del acueducto de Segovia y del anfiteatro de Tarraco (investigación de Madrid. Tomo 19). De Gruyter, Berlín 1997.
- Hungría 1956. Levantamiento, revolución, lucha por la libertad. (Escritos de la Clase Filosófico-Histórica de la Academia de Ciencias de Heidelberg. Volumen 2). Heidelberg 1997.
- El Imperio Romano: ¿un modelo a seguir para una Europa unida? (Conversaciones de Jacob Burckhardt en Castelen. Volumen 9). Schwabe, Basilea 1999.

## Premios y reconocimientos

### Doctorados honoris causa
- Universitat Autònoma de Barcelona, doctor honoris causa, 1988.
- Universidad de Pécs, doctor honoris causa, 1992.
- Universidad Eötvös Loránd de Budapest, Doctor y profesor honoris causa, 1992.
- Universidad de Lyon III, doctor honoris causa, 1996.
- Universidad de Bolonia, doctor honoris causa, 2002
- Universidad Babes-Bolyai de Cluj-Napoca, doctor honoris causa, 2004.
- Universidad de Debrecen, doctor honoris causa, 2005.
- Universitat Rovira i Virgili, Tarragona, doctor honoris causa, 2009.
- Universidad de Viena, 2011.
- Universidad Jónica de Corfú (Grecia), 2011.

### Otros premios
- Sociedad Húngara de Arqueología e Historia del Arte, Medalla Kuzsinszky, 1965 (la concesión decidida en ese momento, que ya no pudo realizarse debido a la emigración de Hungría, se llevó a cabo en 1992).

- Premio Gottfried Wilhelm Leibniz de la Fundación Alemana de Investigación, 1986.
- Medalla de la Universitat Central de Barcelona, Facultat de Philosophia i Lletres de Tarragona, 1988.
- Premio Max Planck de la Fundación Alexander von Humboldt y la Sociedad Max Planck (recibido junto con Silvio Panciera, Università di Roma), 1992.
- Institut d'Estudis Catalans (Barcelona), “Premi Internacional Catalònia de 1997”, 1997.
- Centro Segoviano, Premio “Tierra de Segovia: sus hijos y sus obras”, “Premio Andrés Laguna”, 1997.
- Placa conmemorativa de la ciudad de Roma, 1997.
- Placa conmemorativa del Presidente de la República de Hungría “Nagy Imre” por su “destacada labor en el cultivo del espíritu de la revolución de 1956”, 1997.
- Medalla de la Universidad de La Coruña – Ferrol, 1998.
- Medalla de la Universidad de La Rioja (Logroño), 2000.
- Medalla de la Universidad de Valladolid, 2000.
- Creu de San Jordi (Cruz de San Jorge) de la Generalitat de Cataluña, 2001.
- Cruz al Mérito de 1ª Clase de la Orden del Mérito de la República Federal de Alemania, 2002.
- Medalla Universitaria de la Universidad Ruprecht-Karls de Heidelberg, 2005.
- Medalla de plata de la ciudad de Tarragona, 2008.
- Medalla de oro de la Universidad de Segovia, 2010.
- Medalla de la Universidad de Ferrara, 2011.[2]

### Enlaces web
- Literatura de y sobre Géza Alföldy en el catálogo de la Biblioteca Nacional Alemana
- Página de Alföldy en la Universidad de Heidelberg (con lista de publicaciones)
- Universitat Rovira i Virgili.